# Grot van El Castillo
De Grot van El Castillo is een grot en een archeologische vindplaats van rotskunst in de Spaanse plaats Puente Viesgo (Cantabrië). De grot maakt deel uit van het ruimere grottencomplex van Monte Castillo. De rotstekeningen in de grot behoren tot het Solutréen en het Magdalénien.
Er werden geometrische figuren geschilderd in gele en rode oker gevonden. Ze komen overeen met gelijkaardige tekeningen in de naburige Grot van La Pasiega en dateren uit het Solutréen, net als reeksen van rode stippen.
Vier bizons, waarvan twee in zwart pigment en twee in verschillende kleuren, konden worden gedateerd via de C14-methode in het later Magdalénien. In een centrale kamer van de grot staat een opvallende stalagmiet met daarop een hybride figuur. Op de stalagmiet is verticaal een bizon getekend waarvan de ruggengraat het reliëf van de rots volgt. De punt van de stalagmiet komt overeen met een hoorn. Onderaan is een mensenbeen gegraveerd, waardoor de figuur kan worden geïdentificeerd als een 'tovenaar', zoals in de grotten van Les Trois-Frères of van Gabillou.
De grot werd onderzocht door Eduardo Ripoll.